# Mili Poljičak
Mili Poljičak (Split, Croacia; 13 de julio de 2004), conocido deportivamente como Mili Poljicak, es un tenista croata, conocido por ganar el Campeonato de Wimbledon 2022, en la categoría júnior.
Registró su más alto ranking en individuales, el 292°, el 4 de noviembre de 2024, y en dobles, el puesto 269°, el 24 de octubre de 2024.
Representa, desde 2024 al Equipo de Copa Davis de Croacia.

## Carrera

### Júnior
En 2022 ganó el Campeonato de Wimbledon en singles, venciendo en la final al estadounidense Michael Zheng por parciales 7-6, 7-6.
También ganó el Torneo de Roland Garros en dobles junto al lituano Edas Butvilas, venciendo en la final a los peruanos Gonzalo Bueno e Ignacio Buse por parciales 6-4, 6-0.

### 2025
El 18 de enero consigue su primer título a nivel Challenger, al conquistar el Oeiras Indoor II junto a Matej Sabanov en la modalidad de dobles, venciendo en la final a Íñigo Cervantes y Mick Veldheer por 6-0, 6-1.

## Copa Davis
De momento lleva una nominación, habiendo jugado un partido en dobles, obteniendo la victoria.
- Debut: septiembre de 2024 contra Lituania por el Grupo Mundial, victoria en dobles junto a Mate Pavić ante Edas Butvilas y Vilius Gaubas por 6-4, 1-6 y 6-3.

## Títulos ATP Challenger (1; 0+1)

### Dobles (1)
| N.º | Fecha               | Torneos   | Superficie | Pareja        | Oponentes en la final         | Resultado |
| --- | ------------------- | --------- | ---------- | ------------- | ----------------------------- | --------- |
| 1.  | 18 de enero de 2025 | Oeiras II | Dura (I)   | Matej Sabanov | Íñigo Cervantes Mick Veldheer | 6-0, 6-1  |

## Títulos Grand Slam Junior (2; 1+1)

### Singles (1)
| Año  | Torneo    | Superficie | Oponente en la final | Resultado |
| 2022 | Wimbledon | Hierba     | Michael Zheng        | 7-6, 7-6  |

### Dobles (1)
| Año  | Torneo        | Superficie    | Pareja        | Oponentes en la final      | Resultado |
| 2022 | Roland Garros | Tierra Batida | Edas Butvilas | Gonzalo Bueno Ignacio Buse | 6-4, 6-0  |